# Villarcayo de Merindad de Castilla la Vieja
Villarcayo de Merindad de Castilla la Vieja – gmina w Hiszpanii, w prowincji Burgos, w Kastylii i León, o powierzchni 151,27 km². W 2011 roku gmina liczyła 4791 mieszkańców.